# Marc Lawrence
Marc Lawrence, geboren als Max Goldsmith, (* 17. Februar 1910 in New York, NY, USA; † 28. November 2005 in Palm Springs, Kalifornien) war ein US-amerikanischer Schauspieler, der in seiner über 70 Jahre währenden Filmkarriere vor allem zwielichtige Charaktere spielte.

## Karriere
Marc Lawrence studierte am City College of New York und debütierte als Schauspieler im Jahr 1931. Mit John Garfield zusammen wurde er Mitglied der Theatertruppe von Eva Le Gallienne und erhielt anschließend einen Vertrag bei den Columbia Pictures. Im Jahre 1932 machte er in einer kleinen Rolle sein Filmdebüt; sein vernarbtes Gesicht und seine grüblerische Art ließen ihn eine perfekte Gangster-Besetzung werden. In den 1950er-Jahren gab er vor dem Komitee für unamerikanische Umtriebe zu, einst Mitglied der Kommunistischen Partei der USA gewesen zu sein. Da er deswegen auf die Schwarze Liste gesetzt wurde, filmte er einige Zeit in Europa, wohin er auch später immer wieder zurückkehrte. Ende der 1960er Jahre begann er, auch als Fernsehregisseur zu arbeiten.
Der Darsteller spielte in klassischen Hollywood-Filmen wie Treck nach Utah (1940) neben Tyrone Power, Ritt zum Ox-Bow (1943) neben Henry Fonda und Gangster in Key Largo (1948) neben Humphrey Bogart und Edward G. Robinson. Außerdem war er in den James-Bond-Filmen James Bond 007 – Diamantenfieber (1971) und James Bond 007 – Der Mann mit dem goldenen Colt (1974) zu sehen. In Filmkomödien von Bud Spencer und Terence Hill trat er ebenfalls in Erscheinung: als „Mr. Torpedo“ in Der Supercop (1980) und als „Mr. Salvatore Licuti“ in Bud, der Ganovenschreck (1982). Im Alter stand er für eine Nebenrolle im Gangsterfilm From Dusk Till Dawn (1996) neben Harvey Keitel, George Clooney und Salma Hayek vor der Kamera. Eine seiner letzten Rollen war 1999 in der Rolle des Mr. Zeemo in der Star-Trek-Serie Deep Space Nine (Episode "Badda-Bing Badda-Bang"). Hochbetagt spielte Lawrence seine letzte Rolle im 2003 erschienenen Kinofilm Looney Tunes: Back in Action

## Privatleben
Marc Lawrence war von 1942 bis zu ihrem Tod 1995 mit Fanya Foss verheiratet und hatte aus dieser Ehe zwei Kinder. 2003 heiratete er Alicia Lawrence, diese Ehe hielt bis zu seinem Tod zwei Jahre später. Marc Lawrence starb im November 2005 im Alter von 95 Jahren eines natürlichen Todes. Bereits 1991 hatte er seine Biografie Long Time No See: Confessions of a Hollywood Gangster veröffentlicht.

## Filmografie (Auswahl)
- 1932: Wenn ich eine Million hätte (If I Had a Million)
- 1933: Lady für einen Tag (Lady for a Day)
- 1933: White Woman
- 1935: Der FBI-Agent (‘G’ Men)
- 1937: Criminals of the Air
- 1937: Charlie Chan am Broadway (Charlie Chan on Broadway)
- 1937: The Shadow
- 1938: Convicted
- 1938: Who Killed Gail Preston?
- 1938: Charlie Chan in Honolulu
- 1939: Homicide Bureau
- 1939: Sergeant Madden
- 1939: Zwölf Monate Bewährungsfrist (Invisible Stripes)
- 1940: Charlie Chan im Wachsfigurenkabinett (Charlie Chan at the Wax Museum)
- 1940: Treck nach Utah (Brigham Young, Frontiersman)
- 1940: Verfluchtes Land (The Shepgerd of the Hills)
- 1941: Tall, Dark and Handsome
- 1941: Waffenschmuggler von Kenya (Sundown)
- 1942: Die Narbenhand (This Gun for Hire)
- 1943: Ritt zum Ox-Bow (The Ox Bow Incident)
- 1943: Abbott und Costello auf Glatteis (Hit the Ice)
- 1945: Jagd auf Dillinger (Dillinger)
- 1945: Life with Blondie
- 1945: San Francisco Lilly (Flame of Barbary Coast)
- 1946: Im Geheimdienst (Cloak and Dagger)
- 1946: Der Mann aus Virginia (The Virginian)
- 1947: Der Hauptmann von Kastilien (Captain from Castile)
- 1947: Die Unbesiegten (Unconquered)
- 1947: Vierzehn Jahre Sing-Sing (I Walk Alone)
- 1948: Gangster in Key Largo (Key Largo)
- 1949: Jigsaw
- 1949: Rebellen der Steppe (Calamity Jane and Sam Bass)
- 1949: Cowboy-Gangster (Tough Assignment)
- 1950: Asphalt-Dschungel (The Asphalt Jungle)
- 1950: Blutrache in New York (Black Hand)
- 1950: Abbott und Costello als Legionäre (Abbott and Costello in the Foreign Legion)
- 1950: Der Wüstenfalke (The Desert Hawk)
- 1951: Das große Ferienabenteuer (Vacanze col gangster)
- 1951: Spione, Liebe und die Feuerwehr (My Favorite Spy)
- 1952: Die drei Korsaren (I tre corsari)
- 1952: Lucrezia, die rote Korsarin (Jolanda la figlia del corsaro nero)
- 1952: Mädchenhandel (La tratta delle bianche)
- 1953: Fremdenlegion (Legione straniera)
- 1953: Vergib mir, Madonna (Noi peccatori)
- 1956: Die schöne Helena (Helen of Troy)
- 1965: Hetzjagd in Ketten (Nightmare in the Sun) (Regie, Buch)
- 1965: Die Verfluchten der Pampas (Pampa salvaje)
- 1966: Wir – die Trottel vom 12. Revier (2 mafiosi contro Al Capone)
- 1967: Ein Tag zum Kämpfen (Custer of the West)
- 1968: Nackt unter Affen (Eva, la Venere selvaggia)
- 1969: Krakatoa – Das größte Abenteuer des letzten Jahrhunderts (Krakatoa, East of Java)
- 1970: Der Brief an den Kreml (The Kremlin Letter)
- 1971: Diamantenfieber (Diamonds Are Forever)
- 1972: Pigs (Daddys Deadly Darling) (& Produktion, Regie, Buch)
- 1974: Der Mann mit dem goldenen Colt (The Man with the Golden Gun)
- 1976: Der Marathon-Mann (Marathon Man)
- 1978: Eine ganz krumme Tour (Foul Play)
- 1980: Der Supercop (Poliziotto superpiù)
- 1983: Bud, der Ganovenschreck (Cane e gatto)
- 1986: Das A-Team (The A-Team) (Fernsehserie, Folge 4x22)
- 1989: Blood Red – Stirb für dein Land (Blood Red)
- 1992: Jack Ruby – Im Netz der Mafia (Ruby)
- 1992: Die Zeitungsjungen (Newsies)
- 1995: Four Rooms (Sam the Bellhop)
- 1996: From Dusk Till Dawn
- 1996: Der Untergang der Cosa Nostra (Gotti)
- 1999: Star Trek: Deep Space Nine (Fernsehserie, Folge 7x15)
- 2001: Schiffsmeldungen (The Shipping News)
- 2003: Looney Tunes: Back in Action